# Campionat d'Europa de bàsquet masculí de 1991
L'edició XXVII del Campionat d'Europa masculí de bàsquet se celebrà a la ciutat de Roma (Itàlia) a principis de l'estiu del 1991 amb un total de 8 seleccions nacionals.

## Grups
Els vuit equips participants foren dividits en dos grups de la següent manera:
| Grup A     | Grup B         |
| ---------- | -------------- |
| Bulgària   | França         |
| Iugoslàvia | Grècia         |
| Polònia    | Itàlia         |
| Espanya    | Txecoslovàquia |

## Primera fase

### Grup A
| Equip      | J | G | P | T+  | T-  | DT  | PTS |
| ---------- | - | - | - | --- | --- | --- | --- |
| Iugoslàvia | 3 | 3 | 0 | 268 | 196 | +72 | 6   |
| Espanya    | 3 | 2 | 1 | 234 | 236 | -2  | 5   |
| Polònia    | 3 | 1 | 2 | 211 | 251 | -40 | 4   |
| Bulgària   | 3 | 0 | 3 | 236 | 266 | -30 | 3   |

#### Resultats[2]
| Data     | Partit     | Partit | Partit     | Resultat |
| -------- | ---------- | ------ | ---------- | -------- |
| 24.06.91 | Bulgària   | -      | Polònia    | 75-83    |
| 24.06.91 | Iugoslàvia | -      | Espanya    | 76-67    |
| 25.06.91 | Espanya    | -      | Bulgària   | 94-93    |
| 25.06.91 | Iugoslàvia | -      | Polònia    | 103-61   |
| 26.06.91 | Polònia    | -      | Espanya    | 67-73    |
| 26.06.91 | Bulgària   | -      | Iugoslàvia | 68-89    |

### Grup B
| Equip          | J | G | P | T+  | T-  | DT  | PTS |
| -------------- | - | - | - | --- | --- | --- | --- |
| Itàlia         | 3 | 3 | 0 | 259 | 224 | +35 | 6   |
| França         | 3 | 1 | 2 | 257 | 248 | +9  | 4   |
| Grècia         | 3 | 1 | 2 | 278 | 286 | -8  | 4   |
| Txecoslovàquia | 3 | 1 | 2 | 283 | 319 | -36 | 4   |

#### Resultats
| Data     | Partit | Partit | Partit         | Resultat |
| -------- | ------ | ------ | -------------- | -------- |
| 24.06.91 | França | -      | Txecoslovàquia | 104-80   |
| 24.06.91 | Grècia | -      | Itàlia         | 72-82    |
| 25.06.91 | Grècia | -      | Txecoslovàquia | 113-123  |
| 25.06.91 | Itàlia | -      | França         | 75-72    |
| 26.06.91 | Grècia | -      | França         | 93-81    |
| 26.06.91 | Itàlia | -      | Txecoslovàquia | 102-80   |

## Fase final

### Eliminatòries del 1r al 4t classificat
|  | Semifinals | Semifinals |    |            | Final       | Final |
|  |            |            |    |            |             |       |
|  | 28 de juny |            |    |            |             |       |
|  | França     | 76         |    |            |             |       |
|  | Iugoslàvia | 97         |    |            |             |       |
|  |            |            |    |            |             |       |
|  |            |            |    |            | 29 de juny  |       |
|  |            |            |    |            | Iugoslàvia  | 88    |
|  |            | Itàlia     | 73 |            |             |       |
|  |            |            |    |            |             |       |
|  |            |            |    |            |             |       |
|  |            |            |    |            | Tercer lloc |       |
|  | 28 de juny | 28 de juny |    | 29 de juny | 29 de juny  |       |
|  | Itàlia     | 93         |    | França     | 83          |       |
|  | Espanya    | 90         |    |            | Espanya     | 101   |

Tots els partits es disputaren a Roma

### Eliminatòries del 5è al 8è classificat
|  | Semifinals     | Semifinals     |    |            | Final       | Final |
|  |                |                |    |            |             |       |
|  | 28 de juny     |                |    |            |             |       |
|  | Grècia         | 110            |    |            |             |       |
|  | Bulgària       | 83             |    |            |             |       |
|  |                |                |    |            |             |       |
|  |                |                |    |            | 29 de juny  |       |
|  |                |                |    |            | Grècia      | 95    |
|  |                | Txecoslovàquia | 79 |            |             |       |
|  |                |                |    |            |             |       |
|  |                |                |    |            |             |       |
|  |                |                |    |            | Tercer lloc |       |
|  | 28 de juny     | 28 de juny     |    | 29 de juny | 29 de juny  |       |
|  | Txecoslovàquia | 85             |    | Bulgària   | 86          |       |
|  | Polònia        | 72             |    |            | Polònia     | 90    |

Tots els partits es disputaren a Roma

## Medaller
|            |        |         |
| Iugoslàvia | Itàlia | Espanya |

## Classificació final[3]
| 1. - Iugoslàvia     |
| 2. - Itàlia         |
| 3. - Espanya        |
| 4. - França         |
| 5. - Grècia         |
| 6. - Txecoslovàquia |
| 7. - Polònia        |
| 8. - Bulgària       |

## Plantilles de les 4 millors seleccions nacionals
Medalla d'or:  Iugoslàvia Toni Kukoč, Dino Rađa, Vlade Divac, Žarko Paspalj, Zoran Savić, Predrag Danilović, Aleksandar Đorđević, Velimir Perasović, Jure Zdovc, Arijan Komazec, Zoran Sretenović, Zoran Jovanović (Entrenador: Dušan Ivković)
Medalla d'argent:  Itàlia Antonello Riva, Walter Magnifico, Roberto Brunamonti, Ferdinando Gentile, Roberto Premier, Andrea Gracis, Ario Costa, Davide Pessina, Stefano Rusconi, Riccardo Pittis, Sandro Dell'Agnello, Alessandro Fantozzi (Entrenador: Sandro Gamba)
Medalla de bronze:  Espanya Juan Antonio San Epifanio, Jordi Villacampa, Antonio Martín, Juan Antonio Orenga, Mike Hansen, Rafael Jofresa, Josep "Pep" Cargol, Quique Andreu, Manel Bosch, José Miguel Antúnez, Fernando Arcega, Silvano Bustos (Entrenador: Antonio Díaz Miguel)
Quart lloc:  França Richard Dacoury, Stephane Ostrowski, Antoine Rigaudeau, Valery Demory, Hugues Occansey, Philip Szanyiel, Jim Bilba, Frederic Forte, Didier Gadou, Georges Adams, Felix Courtinard, Jim Deines (Entrenador: Francis Jordane)

## Trofeus individuals

### Millor jugador (MVP)[8]
| MVP                   |
| Iugoslàvia Toni Kukoč |

### Màxims anotadors del campionat[9]
|   | Jugador                     | Punts per partit | Punts | Partits jugats |
| - | --------------------------- | ---------------- | ----- | -------------- |
| 1 | Grècia Nikolaos Gallis      | 32,4             | 162   | 5              |
| 2 | Espanya Antonio Martín      | 21,2             | 106   | 5              |
| 3 | Bulgària Georgi Mladenov    | 20,2             | 101   | 5              |
| 4 | Grècia Panagiotis Giannakis | 19,8             | 99    | 5              |
| 5 | Espanya Jordi Villacampa    | 19,4             | 97    | 9              |

### Quintet ideal del campionat
- Grècia Nikos Galis
- Itàlia Ferdinando Gentile
- Iugoslàvia Toni Kukoč
- Espanya Antonio Martín
- Iugoslàvia Vlade Divac